# Диоп, Десагана
Десагана Нгагне Диоп (англ. DeSagana N'gagne Diop; род. 30 января 1982 года) — сенегальский профессиональный баскетболист, выступавший в Национальной баскетбольной ассоциации. В настоящий момент является ассистентом главного тренера команды «Хьюстон Рокетс».

## Профессиональная карьера
Дипо был выбран клубом «Кливленд Кавальерс» на драфте НБА 2001 года в первом раунде под общим 8 номером. Он стал пятым школьником, после Кваме Брауна, Тайсона Чендлера, Эдди Карри и Османом Киссе, выставившим свою кандидатуру на этот драфт. В составе «Кавальерс», за 4 сезона, он отыграл 193 игры, в основном появляясь на заменах. Его средняя результативность в «Кавальерс» составила 1,6 очка, 2,6 подбора и 0,8 блок-шота за игру. 19 августа 2005 года Диоп в качестве свободного агента подписал контракт с «Даллас Маверикс», где вскоре зарекомендовал себя как надёжного защитника и составил конкуренцию Эрику Дампьеру на позиции центрового. Уже после 31 декабря 2005 года он стал основным центровым «Маверикс» и благодаря его поддержке команда смогла пройти до финала НБА. В сезоне 2005/06 он стал одним из лучших защитников лиги, заняв 11 место по блок-шотам в сезоне и 4 место по блок-шотам за 48 минут игры.
19 февраля 2008 года Диоп был обменян в «Нью-Джерси Нетс», но уже 9 июля того же года подписал шестилетний контракт на сумму 32 млн долларов с «Маверикс». 16 января 2009 года он был обменян в «Шарлотт Бобкэтс» на Мэтта Кэрролла и Райана Холлинса.
30 сентября 2013 года Диоп подписал контракт с «Кливленд Кавальерс», однако уже 25 октября команда отказалась от его услуг.

## Тренерская карьера
11 ноября 2014 года Диоп вошёл в тренерский состав клуба Лиги развития НБА «Техас Лэджендс», где занял пост тренера по развитию игроков. 19 октября 2014 года он был переведён на должность ассистента главного тренера.

## Статистика

### Статистика в НБА
| Сезон                                                                                    | Команда    | Регулярный сезон | Регулярный сезон | Регулярный сезон | Регулярный сезон | Регулярный сезон | Регулярный сезон | Регулярный сезон | Регулярный сезон | Регулярный сезон | Регулярный сезон | Регулярный сезон | Серия плей-офф | Серия плей-офф | Серия плей-офф | Серия плей-офф | Серия плей-офф | Серия плей-офф | Серия плей-офф | Серия плей-офф | Серия плей-офф | Серия плей-офф | Серия плей-офф |
| Сезон                                                                                    | Команда    | GP               | GS               | MPG              | FG%              | 3P%              | FT%              | RPG              | APG              | SPG              | BPG              | PPG              | GP             | GS             | MPG            | FG%            | 3P%            | FT%            | RPG            | APG            | SPG            | BPG            | PPG            |
| ---------------------------------------------------------------------------------------- | ---------- | ---------------- | ---------------- | ---------------- | ---------------- | ---------------- | ---------------- | ---------------- | ---------------- | ---------------- | ---------------- | ---------------- | -------------- | -------------- | -------------- | -------------- | -------------- | -------------- | -------------- | -------------- | -------------- | -------------- | -------------- |
| 2001/02                                                                                  | Кливленд   | 18               | 1                | 6,1              | 41,4             | -                | 20,0             | 0,9              | 0,3              | 0,1              | 0,6              | 1,4              | Не участвовал  | Не участвовал  | Не участвовал  | Не участвовал  | Не участвовал  | Не участвовал  | Не участвовал  | Не участвовал  | Не участвовал  | Не участвовал  | Не участвовал  |
| 2002/03                                                                                  | Кливленд   | 80               | 1                | 11,8             | 35,1             | -                | 36,7             | 2,7              | 0,5              | 0,4              | 1,0              | 1,5              | Не участвовал  | Не участвовал  | Не участвовал  | Не участвовал  | Не участвовал  | Не участвовал  | Не участвовал  | Не участвовал  | Не участвовал  | Не участвовал  | Не участвовал  |
| 2003/04                                                                                  | Кливленд   | 56               | 3                | 13,0             | 38,8             | -                | 60,0             | 3,6              | 0,6              | 0,5              | 0,9              | 2,3              | Не участвовал  | Не участвовал  | Не участвовал  | Не участвовал  | Не участвовал  | Не участвовал  | Не участвовал  | Не участвовал  | Не участвовал  | Не участвовал  | Не участвовал  |
| 2004/05                                                                                  | Кливленд   | 39               | 0                | 7,8              | 29,0             | 0,0              | 0,0              | 1,8              | 0,4              | 0,2              | 0,7              | 1,0              | Не участвовал  | Не участвовал  | Не участвовал  | Не участвовал  | Не участвовал  | Не участвовал  | Не участвовал  | Не участвовал  | Не участвовал  | Не участвовал  | Не участвовал  |
| 2005/06                                                                                  | Даллас     | 81               | 45               | 18,6             | 48,7             | 50,0             | 54,2             | 4,6              | 0,3              | 0,5              | 1,8              | 2,3              | 22             | 18             | 18,5           | 61,5           | -              | 61,1           | 5,0            | 0,1            | 0,6            | 1,3            | 2,7            |
| 2006/07                                                                                  | Даллас     | 81               | 9                | 18,3             | 47,0             | 0,0              | 55,8             | 5,4              | 0,4              | 0,5              | 1,4              | 2,3              | 6              | 3              | 23,3           | 60,0           | -              | 42,9           | 6,8            | 0,3            | 0,5            | 1,7            | 3,5            |
| 2007/08                                                                                  | Даллас     | 52               | 18               | 17,2             | 58,3             | -                | 60,0             | 5,2              | 0,5              | 0,4              | 1,2              | 3,0              | Не участвовал  | Не участвовал  | Не участвовал  | Не участвовал  | Не участвовал  | Не участвовал  | Не участвовал  | Не участвовал  | Не участвовал  | Не участвовал  | Не участвовал  |
| 2007/08                                                                                  | Нью-Джерси | 27               | 5                | 14,9             | 41,5             | -                | 46,7             | 4,5              | 0,5              | 0,2              | 0,9              | 2,5              | Не участвовал  | Не участвовал  | Не участвовал  | Не участвовал  | Не участвовал  | Не участвовал  | Не участвовал  | Не участвовал  | Не участвовал  | Не участвовал  | Не участвовал  |
| 2008/09                                                                                  | Даллас     | 34               | 0                | 13,3             | 37,9             | -                | 41,4             | 3,5              | 0,4              | 0,4              | 0,7              | 1,6              | Не участвовал  | Не участвовал  | Не участвовал  | Не участвовал  | Не участвовал  | Не участвовал  | Не участвовал  | Не участвовал  | Не участвовал  | Не участвовал  | Не участвовал  |
| 2008/09                                                                                  | Шарлотт    | 41               | 1                | 14,3             | 46,0             | -                | 27,0             | 3,8              | 0,5              | 0,4              | 0,8              | 2,8              | Не участвовал  | Не участвовал  | Не участвовал  | Не участвовал  | Не участвовал  | Не участвовал  | Не участвовал  | Не участвовал  | Не участвовал  | Не участвовал  | Не участвовал  |
| 2009/10                                                                                  | Шарлотт    | 27               | 0                | 9,7              | 51,7             | -                | 22,2             | 2,4              | 0,2              | 0,2              | 0,5              | 1,2              | Не участвовал  | Не участвовал  | Не участвовал  | Не участвовал  | Не участвовал  | Не участвовал  | Не участвовал  | Не участвовал  | Не участвовал  | Не участвовал  | Не участвовал  |
| 2010/11                                                                                  | Шарлотт    | 16               | 0                | 11,3             | 33,3             | -                | 36,4             | 2,5              | 0,4              | 0,3              | 0,9              | 1,3              | Не участвовал  | Не участвовал  | Не участвовал  | Не участвовал  | Не участвовал  | Не участвовал  | Не участвовал  | Не участвовал  | Не участвовал  | Не участвовал  | Не участвовал  |
| 2011/12                                                                                  | Шарлотт    | 27               | 9                | 12,0             | 35,7             | -                | 16,7             | 3,1              | 0,9              | 0,2              | 0,5              | 1,1              | Не участвовал  | Не участвовал  | Не участвовал  | Не участвовал  | Не участвовал  | Не участвовал  | Не участвовал  | Не участвовал  | Не участвовал  | Не участвовал  | Не участвовал  |
| 2012/13                                                                                  | Шарлотт    | 22               | 1                | 10,3             | 29,6             | 0,0              | 0,0              | 2,3              | 0,6              | 0,2              | 0,7              | 0,7              | Не участвовал  | Не участвовал  | Не участвовал  | Не участвовал  | Не участвовал  | Не участвовал  | Не участвовал  | Не участвовал  | Не участвовал  | Не участвовал  | Не участвовал  |
|                                                                                          | Всего      | 601              | 93               | 14,0             | 42,7             | 16,7             | 46,7             | 3,7              | 0,4              | 0,4              | 1,0              | 2,0              | 28             | 21             | 19,5           | 61,1           | -              | 56,0           | 5,4            | 0,1            | 0,6            | 1,4            | 2,9            |
| Наведите курсор мыши на аббревиатуры в заголовке таблицы, чтобы прочесть их расшифровку. |            |                  |                  |                  |                  |                  |                  |                  |                  |                  |                  |                  |                |                |                |                |                |                |                |                |                |                |                |